# Мангри Ріа-Лагартосу
Мангри Ріа-Лагартосу (ідентифікатор WWF: NT1430) — неотропічний екорегіон мангрових лісів, розташований на півострові Юкатан.

## Географія
Екорегіон мангрів Ріа-Лагартосу охоплює ділянки мангрових лісів, поширені на північному узбережжі Юкатанського півострова. Він включає прибережну смугу довжиною 300 км, яка простягається від міста Челем в штаті Юкатан до лагун на північ від міста Канкун в штаті Кінтана-Роо. Центральним елементом екорегіону є лагуна Ріа-Лагартос, яка простягається на 50 км вздовж узбережжя Юкатану і відділена від Мексиканської затоки великою піщаною косою.
Мангрові ліси зустрічаються у районах, де припливно-відпливні коливання підтримують баланс прісної та солоної води. Хоча великі річки в екорегіоні відсутні, мангрові екосистеми отримують приток прісних підземних вод, які просочуються через карстові тріщини у вапняковій платформі. Тим не менш, через нестачу прісної води, рівень солоності у прибережних лагунах є доволі високим. У внутрішніх районах Юкатанського півострова мангрові ліси переходять у сухі ліси Юкатану.

## Клімат
В межах екорегіону переважає саванний клімат (Aw за класифікацією кліматів Кеппена). Середньорічна кількість опадів в регіоні не перевищує 1000 мм, більшість з яких випадає влітку.

## Флора
Рослинний покрив екорегіону представлений манграми, які перемежовуються ділянками луків та сухих тропічних лісів. На півночі Юкатану зустрічаються два типи мангрів: невисокі мангрові зарості, які виростають лише до 2 м заввишки, та мангрові ліси, дерева в яких можуть досягати 10 м у висоту. Структура мангрів залежить від рівня солоності та кількості поживних речовин. В обох типах мангрів переважають два види мангрових дерев: червоні мангри (Rhizophora mangle) та білі мангри (Laguncularia racemosa). Чорних мангрів (Avicennia germinans) в екорегіоні зустрічається мало, оскільки ці дерева менш терпимі до високої солоності та постійних відпливно-припливних коливань. Окрім мангрових дерев в екорегіоні поширені різноманітні осоки (Cyperaceae).

## Фауна
У манграх екорегіону зареєстровано понад 280 видів птахів. За підрахунками, понад 300 000 мігруючих водоплавних птахів зупиняються на зимівлю або перепочинок у манграх Ріа-Лагартосу. Серед водоплавних та коловодних птахів, поширених в регіоні, слід відзначити бурих пеліканів (Pelecanus occidentalis), білих ібісів (Eudocimus albus), рожевих косарів (Platalea ajaja), великих чепур (Ardea alba), широкодзьобих кваків (Cochlearius cochlearius), бразильських бакланів (Phalacrocorax brasilianus), карибських мартинів (Leucophaeus atricilla), міктерій (Mycteria americana) та карликових рибалочок (Chloroceryle aenea), а серед інших птахів — мангрових кукліло (Coccyzus minor), чорних канюків-крабоїдів (Buteogallus anthracinus), золотистих піснярів-лісовиків (Setophaga petechia), мангрових віреонів (Vireo pallens), мангрових білозорок (Tachycineta albilinea) та майже ендемічних мексиканських колібрі-вилохвостів (Doricha eliza) і юкатанських різжаків (Campylorhynchus yucatanicus). Водно-болотні угіддя Ріа-Лагартосу є основним місцем гніздування рідкісних червоних фламінго (Phoenicopterus ruber) в Мексиці.
Серед ссавців, що зустрічаються у манграх на півночі Юкатанського півострова, слід відзначити ягуара (Panthera onca), білохвостого оленя (Odocoileus virginianus), ошийникового пекарі (Dicotyles tajacu), центральноамериканську коату (Ateles geoffroyi), сіру лисицю (Urocyon cinereoargenteus), білоносу носуху (Nasua narica), звичайного ракуна (Procyon lotor) та північного тамандуа (Tamandua mexicana). В лагуни регіону часто запливають американські ламантини (Trichechus manatus), які живляться водною рослинністю. Серед плазунів регіону слід відзначити центральноамериканського крокодила (Crocodylus moreletii), гострорилого крокодила (Crocodylus acutus), чорну шипохвосту ігуану (Ctenosaura similis) та імператорського удава (Boa imperator). Іхтіофауна екорегіону нараховує 71 вид риб, деякі з яких мають велике промислове значення.

## Збереження
Манграм екорегіону загрожує вирубка і фрагментація мангрових лісів та забруднення води внаслідок промислової і сільськогосподарської діяльності. Основними природоохоронними територіями екорегіону є Біосферний заповідник Ріа-Лагартос, Заповідна зона флори і фауни Юм-Балам та Державний заповідник Цілам. У 1986 році лагуна Ріа-Лагартос була визнана Рамсарським водно-болотним угіддям міжнародного значення.